# Übergangs- und Niedermoor nordwestlich Abstreit

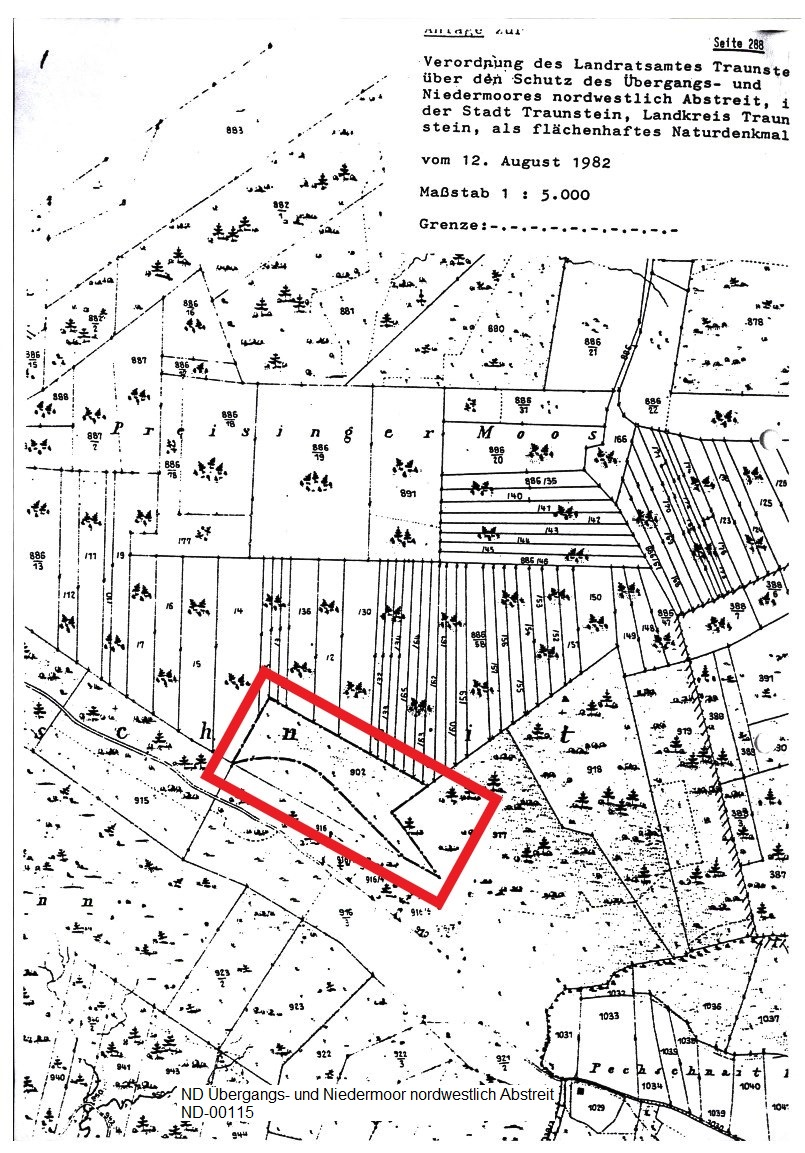
Lageplan Amtsblatt

Das Übergangs- und Niedermoor nordwestlich Abstreit in der Stadt Traunstein ist ein 1,71 ha großes flächenhaftes Naturdenkmal im Landkreis Traunstein.
Es erhielt im August 1982 durch Verordnung des Landratsamtes Traunstein den Schutzstatus und wird vom Bayerischen Landesamt für Umwelt unter der Nummer ND-00115 gelistet.

## Schutzzweck
Das Übergangsmoor und Niedermoor  ist als flächenhaftes Naturdenkmal zu schützen, da es sich hier um ein Sekundärbiotop hoher Qualität handelt und seine Erhaltung wegen seiner hervorragenden Eigenart und Seltenheit, seiner ökologischen, wissenschaftlichen, floristischen und faunistischen Bedeutung im öffentlichen Interesse liegt.